# Marten Geertsema
Marten Geertsema (Hoogkerk, 14 december 1904 - Noord-Duitsland, eerste helft van 1945) was een Nederlandse predikant. Hij was actief binnen het verzet, maar werd gepakt en overleefde de oorlog niet.

## Levensloop
Geertsema groeide op een boerderij als jongste kind in een groot gezin. Hij doorliep de HBS in Groningen en ging vervolgens theologie studeren aan de Theologische Hogeschool in Kampen. In december 1934 werd hij aangesteld als predikant van de Gereformeerde kerk in Dwingeloo. Kort daarvoor was hij getrouwd. Samen met zijn vrouw kreeg hij vijf kinderen.
Na de Duitse bezetting van Nederland in mei 1940 groeide Geertsema uit tot de geestelijk leider van het verzet in gereformeerd Dwingeloo. Hij verspreidde het illegale dagblad Trouw en had meerdere keren (ook Joodse) onderduikers in huis. In zijn preken nam hij bovendien fel afstand van de nationaalsocialistische leer.
Leden van de zogeheten Bloedgroep Norg arresteerden Geertsema op de vroege ochtend van 19 oktober 1944. Hij werd overgebracht naar de Huis van Bewaring in Assen. Tijdens een overval van de Knokploeg Noord-Drenthe op 11 december 1944 weigerde Geertsema vrijlating uit angst voor represailles tegen zijn gezin. Vanuit Assen werd hij op 16 januari 1945 met honderdtwintig man op transport gezet naar Neuengamme. Geertsema overleefde de oorlog niet, maar op welke manier hij aan zijn einde kwam is nooit duidelijk geworden. Mogelijk was hij aan boord van het schip de Cap Arcona dat op 3 mei 1945 door een geallieerd vliegtuig werd gebombardeerd. In totaal kwamen zevenduizend mensen om het leven bij de ramp. Zijn zoon Sietse schreef mee aan een boek over de scheepsramp (De ramp in de Lübecker Bocht, 2011).
Van het Israëlische holocaustcentrum Yad Vashem kreeg Geertsema in 2007 de eretitel Rechtvaardige onder de Volkeren.